# Josef Giebel
Josef Giebel (* im 20. Jahrhundert) ist ein deutscher Behindertensportler der Disziplin Standvolleyball.

## Werdegang
Josef Giebel ist schwerbehindert, startete als Volleyballspieler für die BSG Saarwellingen und wurde in die Deutsche Behindertennationalmannschaft berufen. Er nahm dreimal an Paralympischen Sommerspielen teil und holte jeweils Gold mit der deutschen Mannschaft. Zunächst gewann er bei den Sommer-Paralympics 1988 in Seoul zusammen mit Rudolf Durrer, Bernd Heinrich, Manfred Kohl, Thomas Kruska, Anton Probst, Karl Quade, Rudolf Schwietering, Siegmund Soicke und Karl-Josef Weißenfels. Das Gleiche gelang ihm bei den Sommer-Paralympics 1992 in Barcelona mit Durrer, Pavo Grgic, Heinrich, Andreas Johann, Stefan Kaiser, Kohl, Oliver Müller, Bernard Schmidl, Schwietering, Elmar Sommer und Weißenfels. 1996 nahm Giebel an den Paralympischen Sommerspielen in Atlanta teil. Die deutsche Mannschaft setzte sich wie 1992 zusammen, nur dass Jens Altmann für Durrer und Heinrich kam. Erneut erreichte sie die Goldmedaille im Standvolleyball-Wettbewerb. Josef Giebel und die Deutsche Behinderten-Volleyballmannschaft wurden vom Bundespräsidenten mit dem Silbernen Lorbeerblatt ausgezeichnet.